# Carya illinoinensis

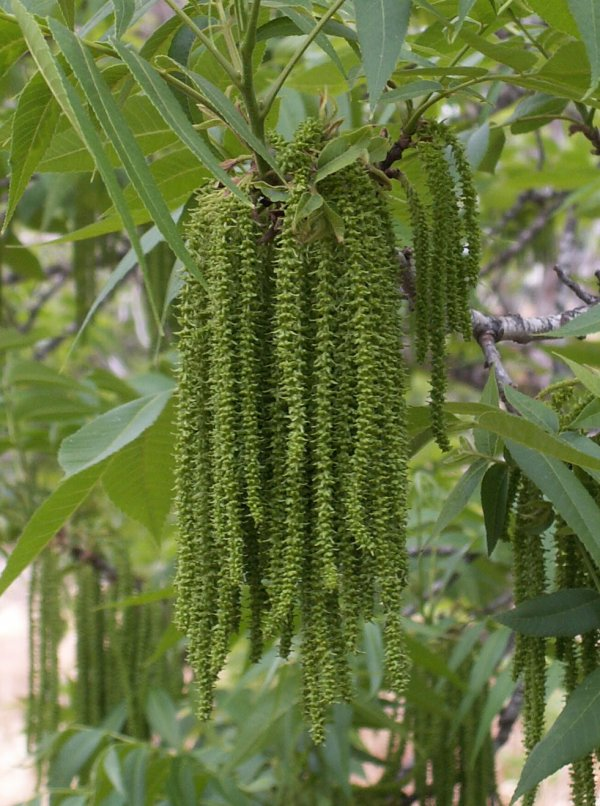
Inflorescencia masculina péndula.

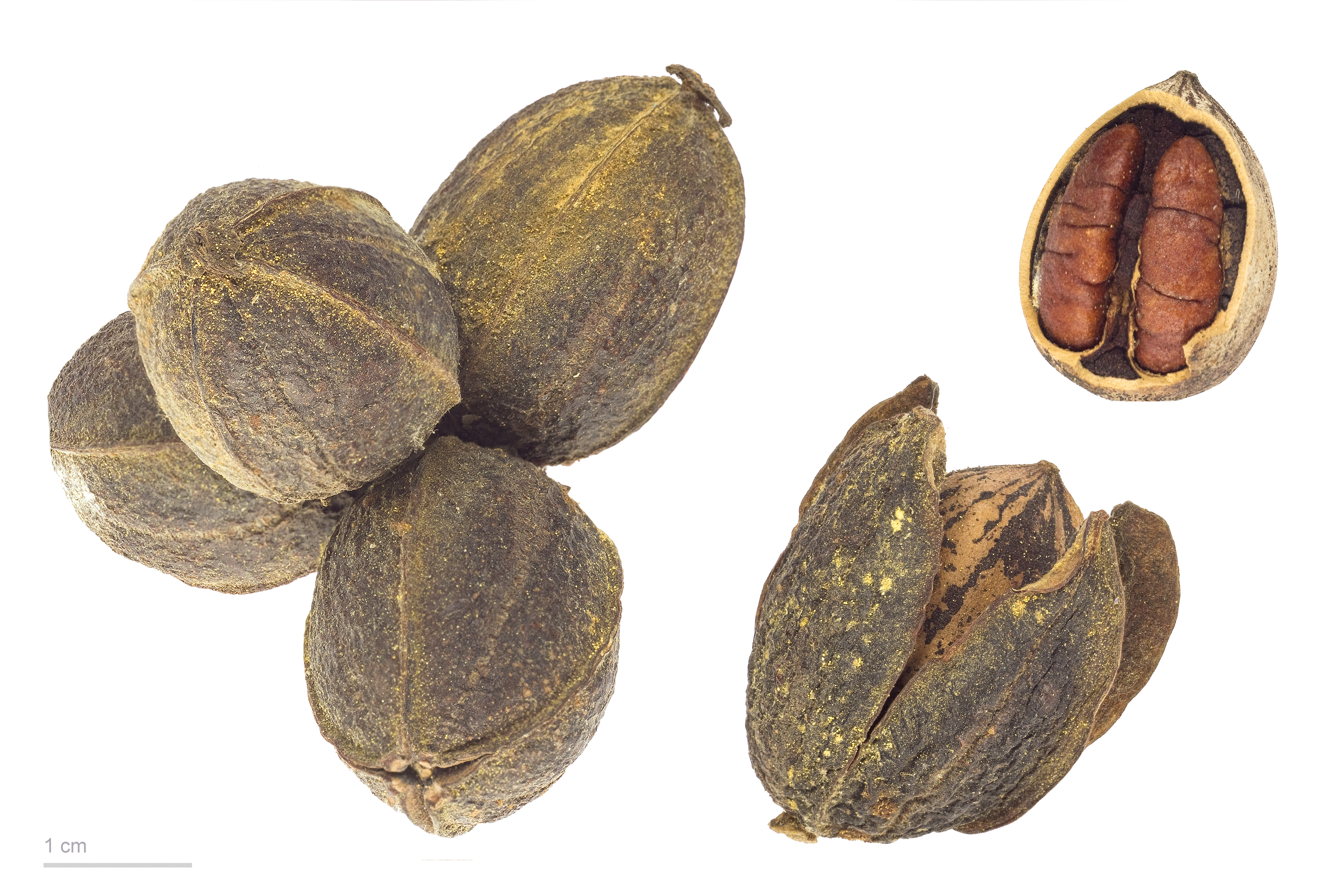
Nueces de pecán (Carya illinoinensis), enteras, en dehiscencia incipiente y abierta.

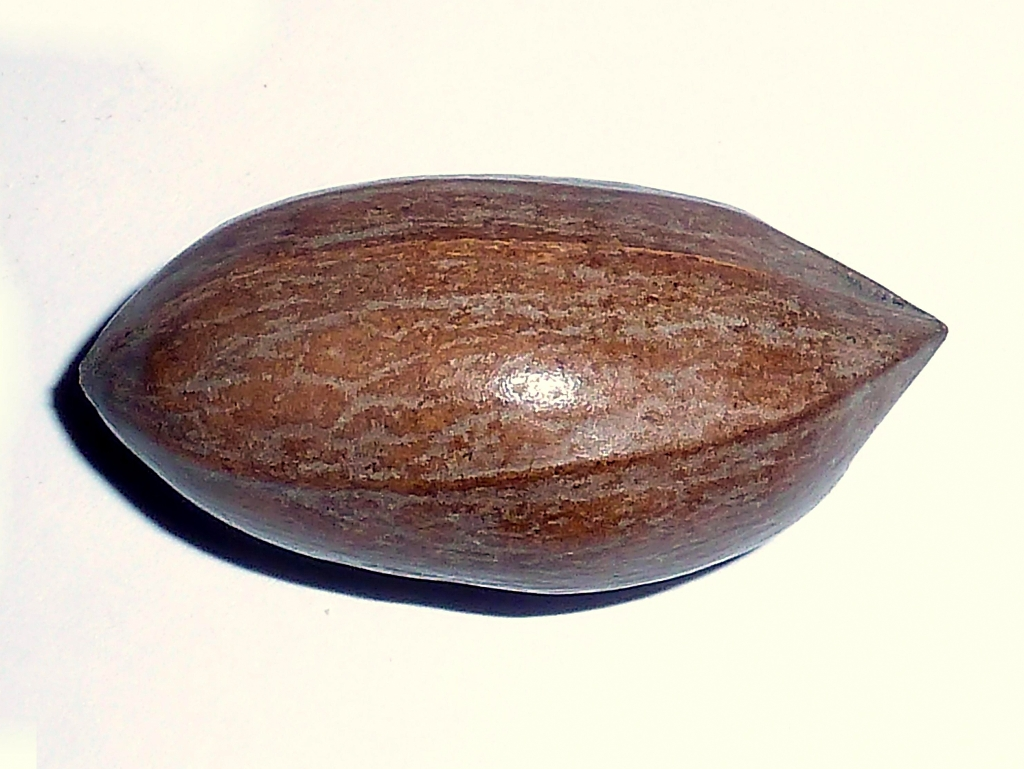
Nuez entera.

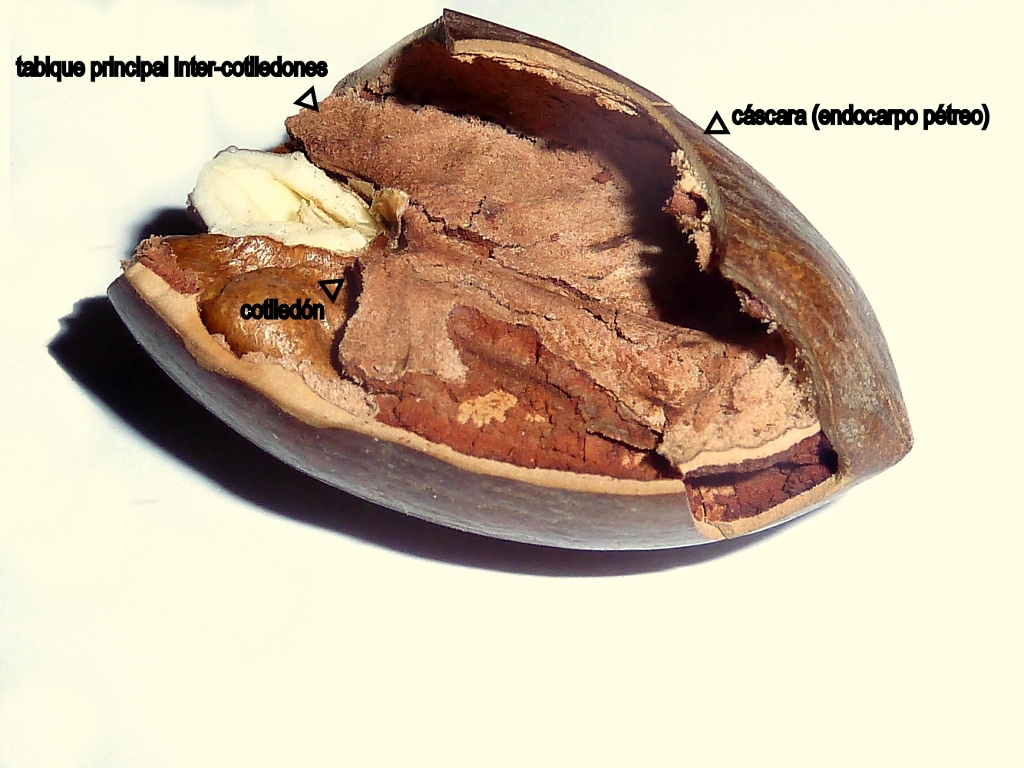
Anatomía interna de una nuez abierta.

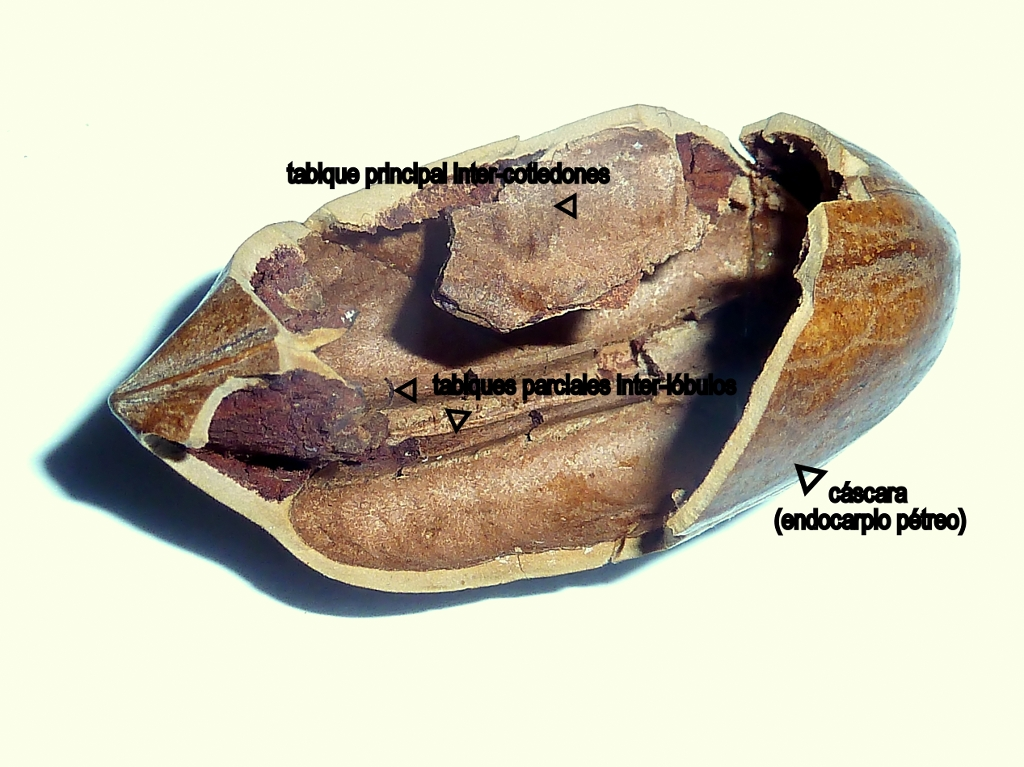
Nuez abierta sin su semilla, evidenciando restos del tabique principal de separación inter-cotiledones y el doble tabique parcial perpendicular al cotiledón.

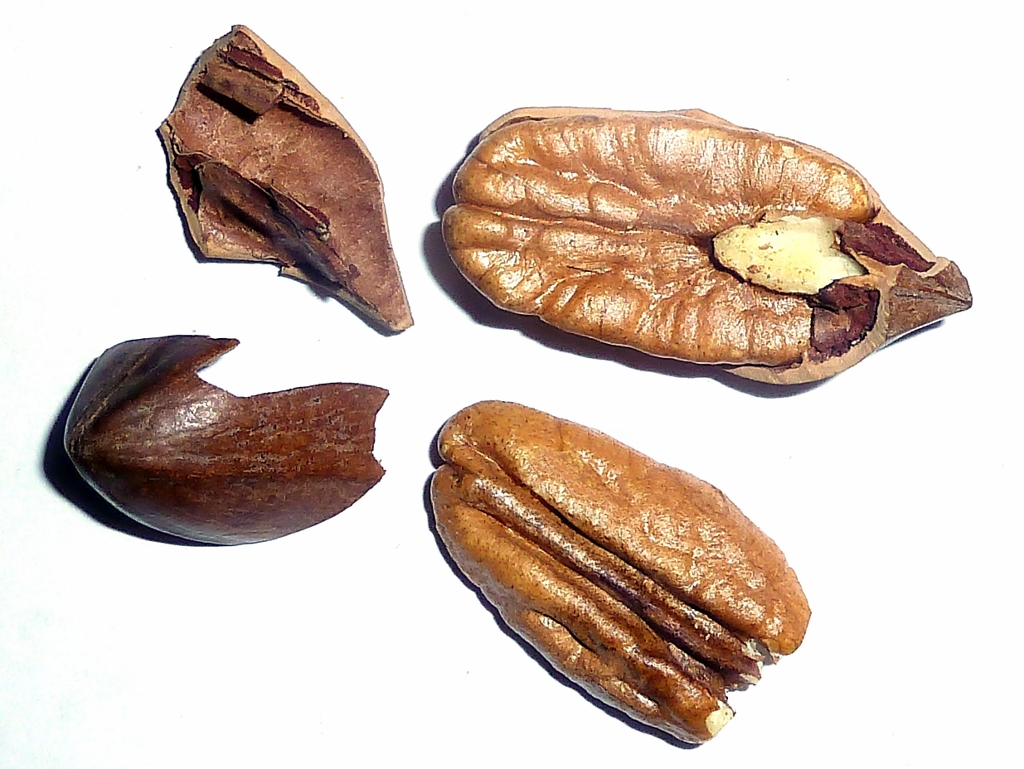
Nuez de pecán: Trima abierta sin su epicarpio ni mesocarpio, con uno de los dos cotiledones de la semilla in situ en su endocarpio pétreo y el otro separado y suelto.

Carya illinoinensis, árbol conocido como pacano, pacanero, pecán, pecano o pacana, es una especie de la familia Juglandaceae. La semilla es comestible, y se denomina pacana, nuez pecana, nuez de pecán, nuez cáscara de papel, nuez de la isla o nuez encarcelada, entre otros nombres.

## Descripción
Es un árbol caducifolio y monoico que puede llegar a más de 40 m de altura, de corteza gris claro o parda y cubierta de escamas o exfoliaciones laminares. Las hojas, imparipinnadas, generalmente glabras o con pelos simples cortos, miden 40-70 cm y tienen 7-17 folíolos peciolados óvalo-lanceolados, habitualmente falcados, de 2-16 por 1-7 cm, de ápice agudo, base asimétrica y margen finamente aserrado. Los amentos péndulos masculinos están compuestos por numerosas flores con estambres escasamente pilosos y miden unos 20 cm de largo con rabillo cubierto de tricomas glandulares. Inflorescencias femeninas en espigas terminales pauciflores. Fruto drupáceo en trima (drupa involucrada) de color marrón, ovoide-elipsoide, no comprimido, de 2-6 por 1,5-3 cm con involucro áspero de 3-4 mm de espesor, dehiscente casi hasta su base en 4 valvas. La nuez, indehiscente, tiene color exterior canela, con la superficie suave y brillante, asurcada por trazos longitudinales anastomosados apenas marcados y de color más claro; tiene forma ovoide, cáscara de espesor milimétrico y 4-5 costillas de poco relieve y que no se corresponden con los tabiques internos, pero con las suturas de dehiscencia de la envoltura de la nuez (mesocarpio y epicarpio, o sea el nauco) Rodea una semilla sin endospermo, arrugada y lobulada, de color pardo claro con tonos dorados y finamente puntuado de marrón más óscuro, con 2 surcos longitudinales separados por una cresta y que corresponden a un doble tabique, muy incompleto, perpendicular al tabique principal completo, de consistencia pergaminoide, que separa los 2 cotiledones.

## Distribución y hábitat
- Nota: la distribución original no es clara, debido a su intenso cultivo desde épocas remotas.

Sería una especie nativa del sudeste de Estados Unidos (Indiana [suroeste],
Illinois, Iowa [sureste], Kansas [sureste], Misuri, Oklahoma, Arkansas, Kentucky [oeste], Luisiana, Misisipi [oeste], Tennessee, Texas) y México (Chihuahua, Coahuila, Durango, Nuevo León, Tamaulipas, Guanajuato, Jalisco, Oaxaca, Veracruz). Introducida en Malta y este de Estados Unidos y cultivada en Sudáfrica, Azerbaiyán, China, Australia, Paraguay, Ucrania, Brasil y otros países de Suramérica. Por ejemplo, en Argentina fue introducida desde Estados Unidos a fines del siglo XIX por el presidente Domingo Faustino Sarmiento, para elevar la producción de las islas del Delta del Paraná. En Perú fue llevada durante la época del virreinato.
Su hábitat natural en sus países de origen se sitúa a lo largo de los ríos, las llanuras de inundación y en suelos bien drenados. Florece en primavera en altitudes comprendidas entre el nivel del mar y los 600 m, excepcionalmente 1000 m.
En el sur de España, parece que empieza a naturalizarse en algunas zonas de la Alpujarra granadina y la Axarquía malagueña. En la provincia de Málaga, donde son conocidos simplemente como nogales, es común la presencia de pecanos junto a los cortijos y casas de campo.
En México es uno de los frutales caducifolios de alta rentabilidad y su conservación a nivel nacional se realiza a través del Sistema Nacional de Recursos Fitogenéticos para la Alimentación y la Agricultura en el Banco Nacional de Germoplasma de Nogal Pecanero dentro del sitio experimental del Instituto Nacional de Investigación Forestal, Agrícola y Pecuaria (INIFAP) en Zaragoza, Coahuila, y en dicho banco se encuentra la mayor colección de germoplasma de Carya illinoinensis del país.
Crece en zona de rusticidad 5 a 9, pero se han desarrollado variedades más resistentes, similares a Carya ovata.

## Propiedades y usos

### Medicinales
- Los amerindios kiowa usaban una decocción de la corteza como remedio contra la tuberculosis y los comanches el polvo de hojas secas en fricciones contra la tiña.[15]
- La corteza y las hojas son astringentes. En México se usa la corteza para curar fiebres intermitentes y la dispepsia.[cita requerida]

#### Composición nutricional (/100g)
- Calorías: 710kcal (2958 kJ)
  - Calorías de la grasa: 630kcal (2625kJ)
- Grasa total: 70g
  - Grasas saturadas: 6,7g
- Colesterol: 0
- Sodio: 0
- Carbohidratos: 13,3g
- Fibra alimenticia: 6,7g
- Azúcares: 3,3 g
- Proteínas: 10,0 g
- Vitamina A: 130,0 UI
- Vitamina C: 2,0 mg
- Tiamina: 0,9 mg
- Riboflavina: 0,1 mg
- Niacina: 0,9 mg
- Calcio: 73,0 mg
- Hierro: 2,4 mg
- Potasio: 603,0 mg
- Magnesio: 142,0 mg
- Fósforo: 189,0 mg

- Ácidos grasos:
  - Saturados: 9,6%
    - 14:0 ácido mirístico: 1,4%
    - 15:0: 0,3%
    - 16:0 ácido palmítico: 5,1%
    - 17:0 ácido margárico: 0,4%
    - 18:0 ácido esteárico: 1,9%
    - 20:0 ácido araquídico: 0,5%

  - Monoinsaturados: 56.0%
    - 16:1 ácido palmitoleico: 0.6%
    - 17:1: 0,4%
    - 18:1 ácido oleico: 54,2%
    - 20:1 ácido eicosenoico: 0,8%

  - Poliinsaturados: 34,4%
    - 18:2 ácido linoleico: 32,2%
    - 18:3 ácido linolénico: 2,2% [16]

#### Gastronomía
- La pecana puede consumirse fresca o utilizarse en la cocina, especialmente en repostería, pero también en platos de mucho sabor: se usa en rellenos, panes de nueces ("panqué de nuez" en México[17]), helados y platos de verduras saladas. Uno de los postres más conocidos con la pacana como ingrediente principal es el «pecan pie» de Estados Unidos.

- Los indios americanos usan una leche dulce, "pawcochiccora", obtenida al hervir las semillas de las pacanas, para hacer dulces y cocinar.[18]

- Los indios comanches la usaban, además de fines medicinales, como alimento, en particular durante el invierno.[15]

- En Perú son muy populares las tejas, dulces rellenos de este fruto seco.

### Otros usos
- Es muy común su uso como planta ornamental.

- La madera, roja, oscura, pesada, dura pero elástica, se usaba para hacer aperos agrícolas, muebles, esquíes, arcos y palos de golf.[18]

## Producción
Estados Unidos es el mayor productor mundial, acaparando más del 60% de la producción anual (2012-2013).
Principales productores (estimaciones campaña 2012-2013 - en toneladas, con cáscara)
- EE. UU.: 163.556
- México: 80.273
- Sudáfrica: 9.971
- Australia: 2.570
- Otros países: >1.502

TOTAL mundial: >257.870
Nota: con "otros países" se incluye a Argentina, Brasil, China, Israel, Perú, etc.

## Taxonomía
Carya illinoinensis fue descrita por Friedrich von Wangenheim como Juglans illinoensis en Beytrag zur Teuteschen Holzgrechten Forstwissenschaft, p. 54-55, t. 18, fig. 43 en 1787 —que es el basiónimo— y atribuido luego al género Carya por Karl Koch y publicado en Dendrologie, vol. 1, p. 593 en 1869 como Carya illinoënsis.
Sinónimos
- Carya angustifolia Sweet
- Carya diguetii Dode
- Carya pecan (Marshall) Engl. & Graebn.
- Carya tetraptera Liebm.
- Hicoria pecan (Marshall) Britton
- Hicorius diguetii Standl.
- Hicorius oliviformis (Michx.) Nutt.
- Hicorius tetraptera (Liebm.) Rzed. & al., nom. inval.
- Juglans illinoinensis Wangenh.
- Juglans oliviformis Michx.
- Juglans pecan Marshall[22]

## Híbridos
La especie se hibrida con:
- Carya aquatica ( = Carya × lecontei Little [= Hicoria texana Le Conte]),

- Carya cordiformis ( = Carya × brownii Sargent),

- Carya laciniosa ( = Carya × nussbaumeri Sargent),

- Carya ovata (Mill.) K.Koch,

- y, supuestamente, con el tetraploide Carya tomentosa ( = Carya × schneckii Sargent).[9]

## Nombres comunes

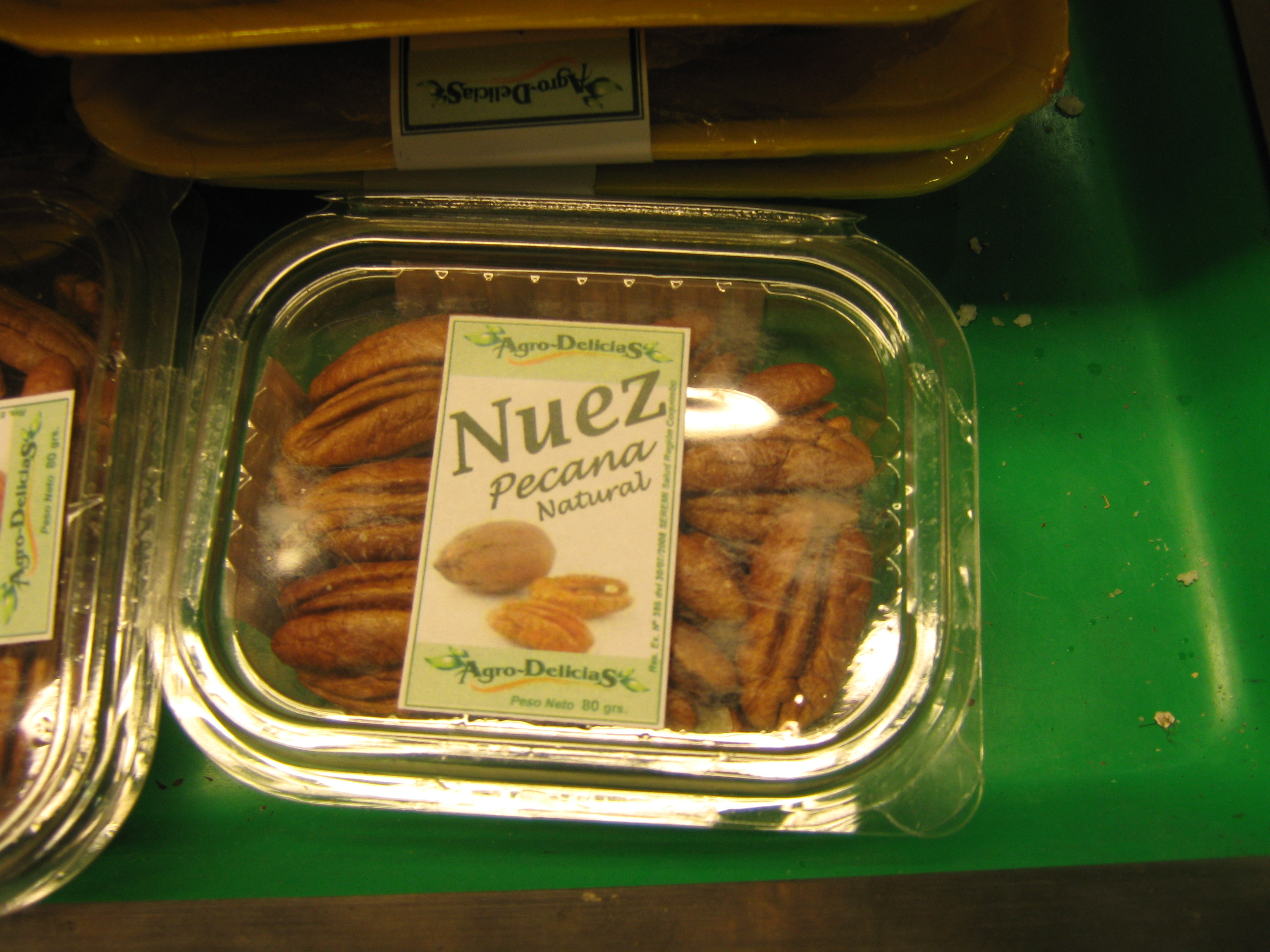
Distribución como alimento.

- Nota: El vocablo «pecan», y todos sus derivados, es de origen algonquino:[23] por ejemplo el Cree Pakan, el Ojibwa pagan o el Abenaki Pagann, que significa "concha dura".[24]

### Árbol
- Nogal americano
- Nogal de Illinois
- Nogal pacanero
- Nogal pecanero
- Pacano
- Pecadero
- Pacanero

### Fruto
- Nuez cáscara de papel (en México, para diferenciarla de la nuez de nogal)
- Nuez de pacana
- Nuez pecanera
- Nuez pacana o pecana
- Nuez pecán
- Nuez pacana
- Nuez americana
- Nuez de Illinois
- Pacán
- Pacana
- Pecán
- Pecana
- Pacana de las Antillas[25]

## Simbología
La especie es el árbol emblema oficial del estado de Texas
y, antes que en Texas, este nogal ha sido desde tiempos virreinales el árbol emblemático del Estado de Coahuila de Zaragoza en México; muestra de ello es el escudo de armas de la ciudad de Monclova y de otros municipios donde desde antes de la llegada de los europeos ya se conocía este árbol.[cita requerida]